# Bhor Garh
Bhor Garh es una ciudad censal situada en el distrito de Delhi noroeste,  en el territorio de la capital nacional,  Delhi (India). Su población es de 8627 habitantes (2011). 

## Demografía
Según el censo de 2011 la población de Bhor Garh era de 8627 habitantes, de los cuales 4815 eran hombres y 3812 eran mujeres. Bhor Garh tiene una tasa media de alfabetización del 79,85%, inferior a la media estatal del 86,21%: la alfabetización masculina es del 85,75%, y la alfabetización femenina del 72,37%.